# Marie Lucas-Robiquet
Pour les articles homonymes, voir Robiquet.
Marie Lucas-Robiquet, née Marie Élisabeth Aimée Robiquet le 17 octobre 1858 à Avranches (France) et morte le 21 décembre 1959 à Saint-Raphaël, est une peintre française.

## Biographie
Marie Lucas-Robiquet est la fille d'Henri Sébastien Robiquet, percepteur, officier de marine à la retraite, né à Lorient, et d'Honorine Aimée Doublet, de La Chapelle-en-Juger (commune déléguée de Thèreval depuis le 1er janvier 2016). L'École nationale supérieure des beaux-arts de Paris n'admettant pas les élèves féminines à cette époque, elle suit une formation artistique auprès de Félix-Joseph Barrias.
Elle épouse le 24 septembre 1891 à Paris Maurice-Édouard-Louis-Henri Lucas, membre de l'armée coloniale française en Algérie, qu'elle rejoint à Constantine. Celui-ci meurt en 1895, alors que le couple n'a pas d'enfant.
Elle expose au Salon à partir de 1892. 
Elle séjourne aux États-Unis de 1914 à 1918 et fait de nombreux portraits à New York et à Chicago.
En 1922, elle est domiciliée au no 9 rue Brown-Séquard à Paris.

## Œuvre
La première partie de sa carrière, de 1880 à 1890, est consacrée aux portraits de personnalités françaises. De 1891 à 1909, sa production est essentiellement orientaliste. Enfin, de 1910 à la fin de sa vie, elle se consacre à la peinture de genre française et bretonne.

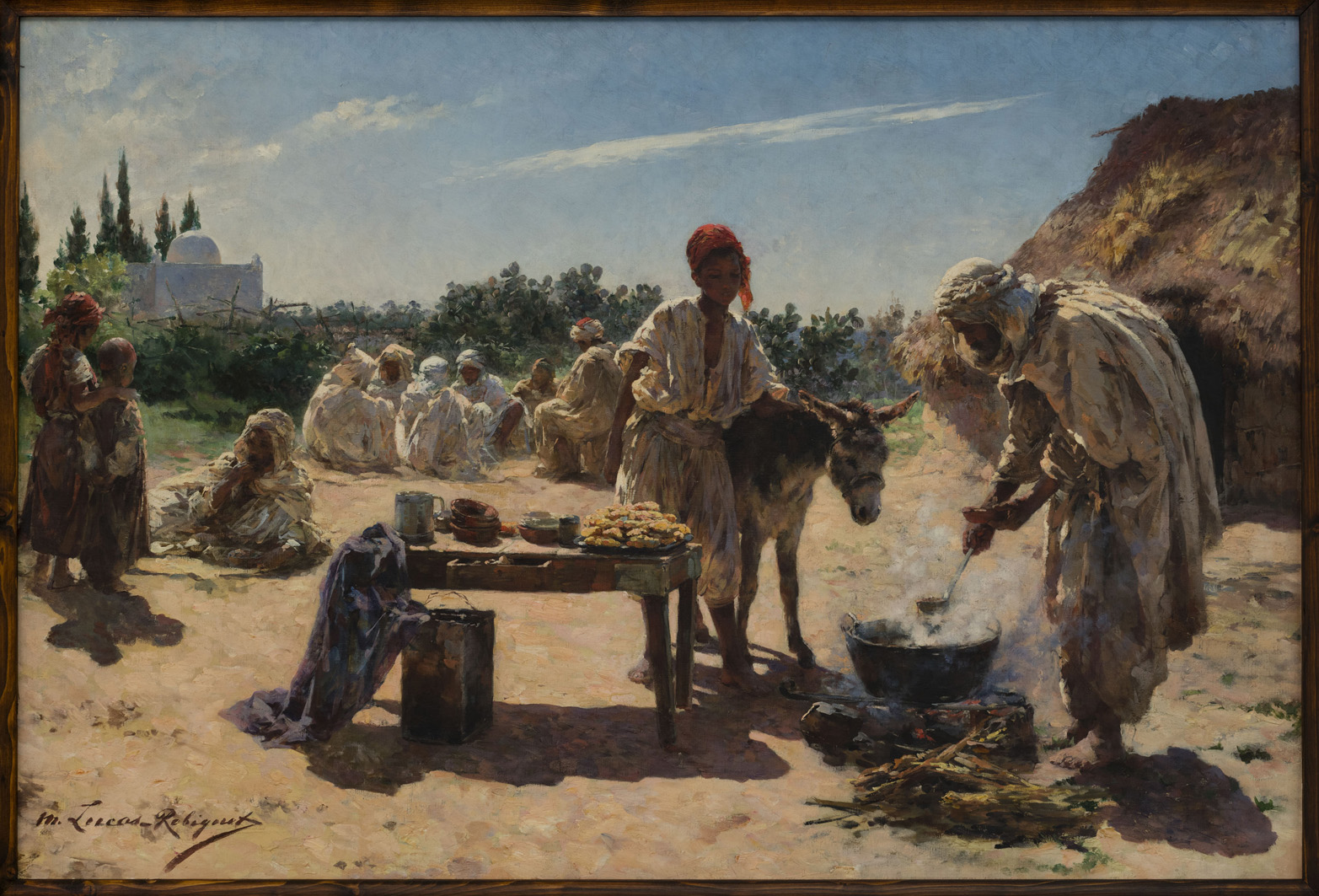
Restaurant en plein vent à Ain-Sefra, musée des Beaux-Arts de Nancy.
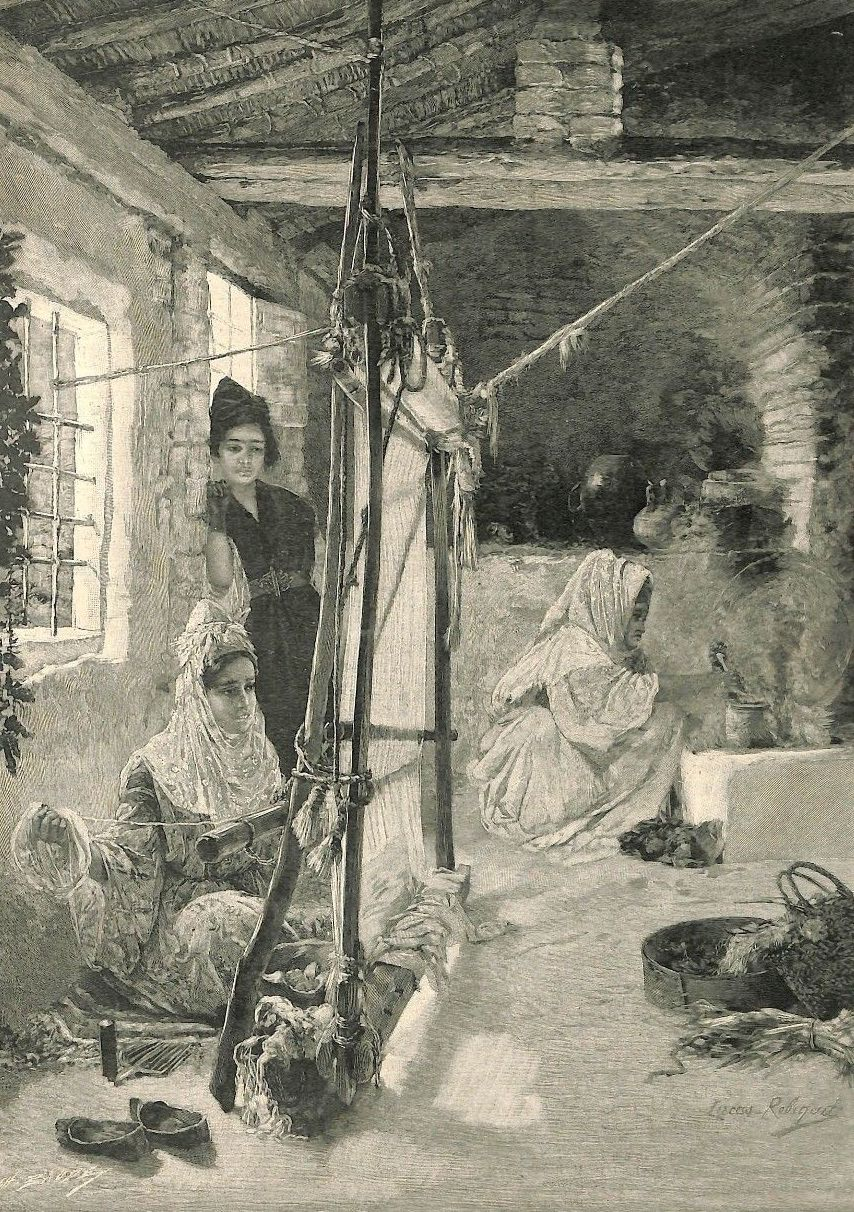
Le Tissage Intérieur Arabe à Constantine (Algérie).
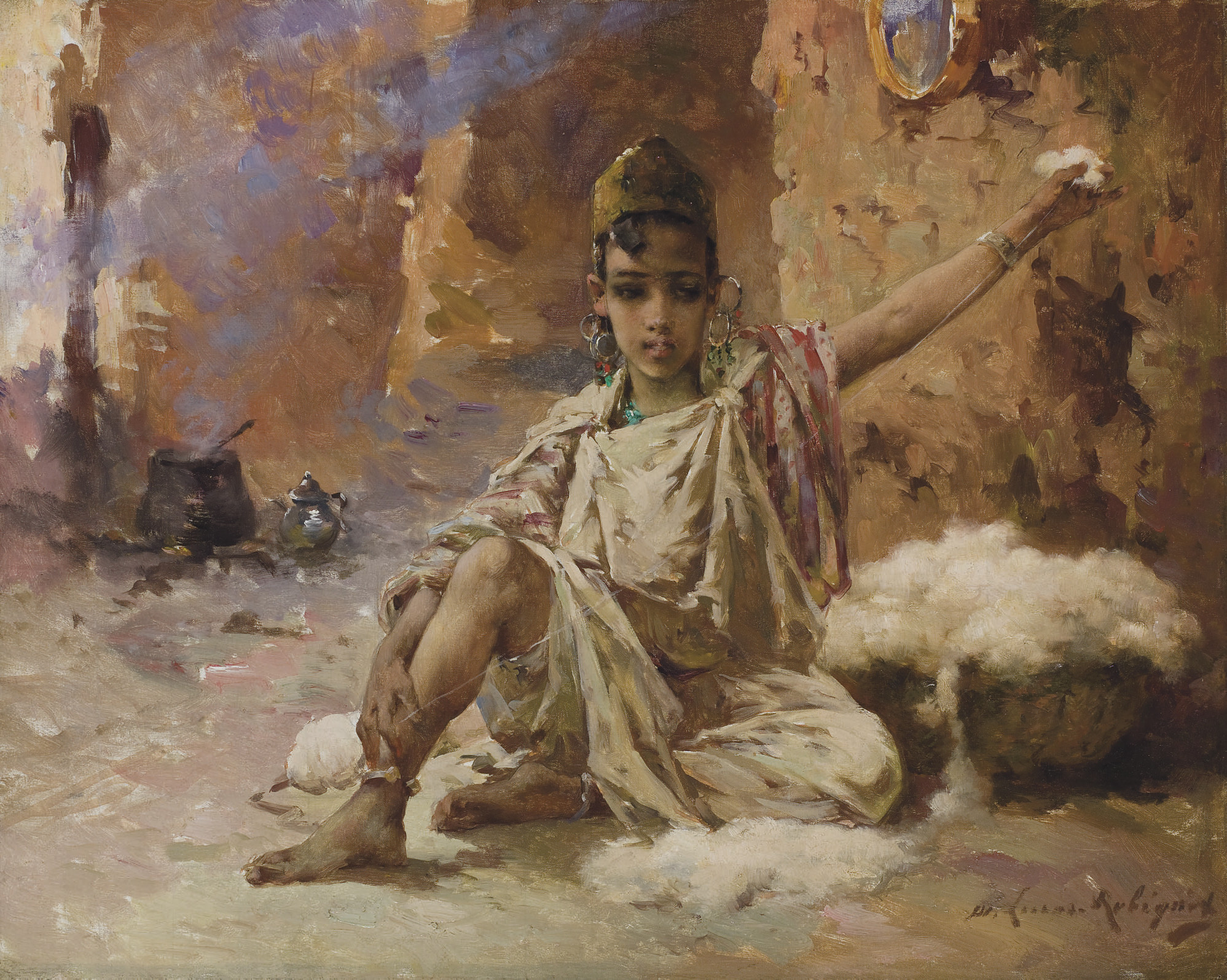
Tahedat filant, 1909.

## Reconnaissance
Marie Lucas-Robiquet est principalement remarquée pour ses peintures orientalistes « aux couleurs vives transformant les petites villes du Maghreb en fééries éclatantes de touches juxtaposées, idéalisant la vie rurale en scène de théâtre », et expose régulièrement à la Société coloniale des artistes et au Salon des peintres orientalistes. Le critique d'art Olivier Merson qualifie sa production artistique de « virile ». Malgré cela, elle reste très longtemps non reconnue dans l'histoire de l'orientalisme français, la seule femme ayant droit de cité étant Henriette Browne.
Elle est également connue comme portraitiste en Europe, Amérique du Sud et États-Unis et pour ses scènes de genre et ses peintures religieuses.
Elle reçoit une médaille de 3e classe en 1894 et une de 2e classe en 1905. Elle est nommée chevalier de la Légion d'honneur en 1922,.
Elle fait partie des artistes présentées dans le cadre de l'exposition « Artistes voyageuses, l'appel des lointains – 1880-1944 » au palais Lumière d'Évian puis au musée de Pont-Aven en 2023.

## Distinctions
- Chevalière de la Légion d'honneur (décret du 14 janvier 1922)[7].